# Ebertshausen (Odelzhausen)
Koordinaten: 48° 17′ N, 11° 13′ O
Ebertshausen ist ein Gemeindeteil der Gemeinde Odelzhausen im Landkreis Dachau (Bayern).

## Geographie
Das Pfarrdorf Ebertshausen befindet sich etwa zwei Kilometer südlich von Odelzhausen nahe der Bundesautobahn 8.

## Geschichte
Der Überlieferung nach soll die erste Kirche in Ebertshausen von Bischof Arbeo von Freising (764–783) geweiht worden sein. Die mit dem Gemeindeedikt von 1818 gebildete Gemeinde Ebertshausen wurde am 1. Juli 1972 nach Odelzhausen eingemeindet.

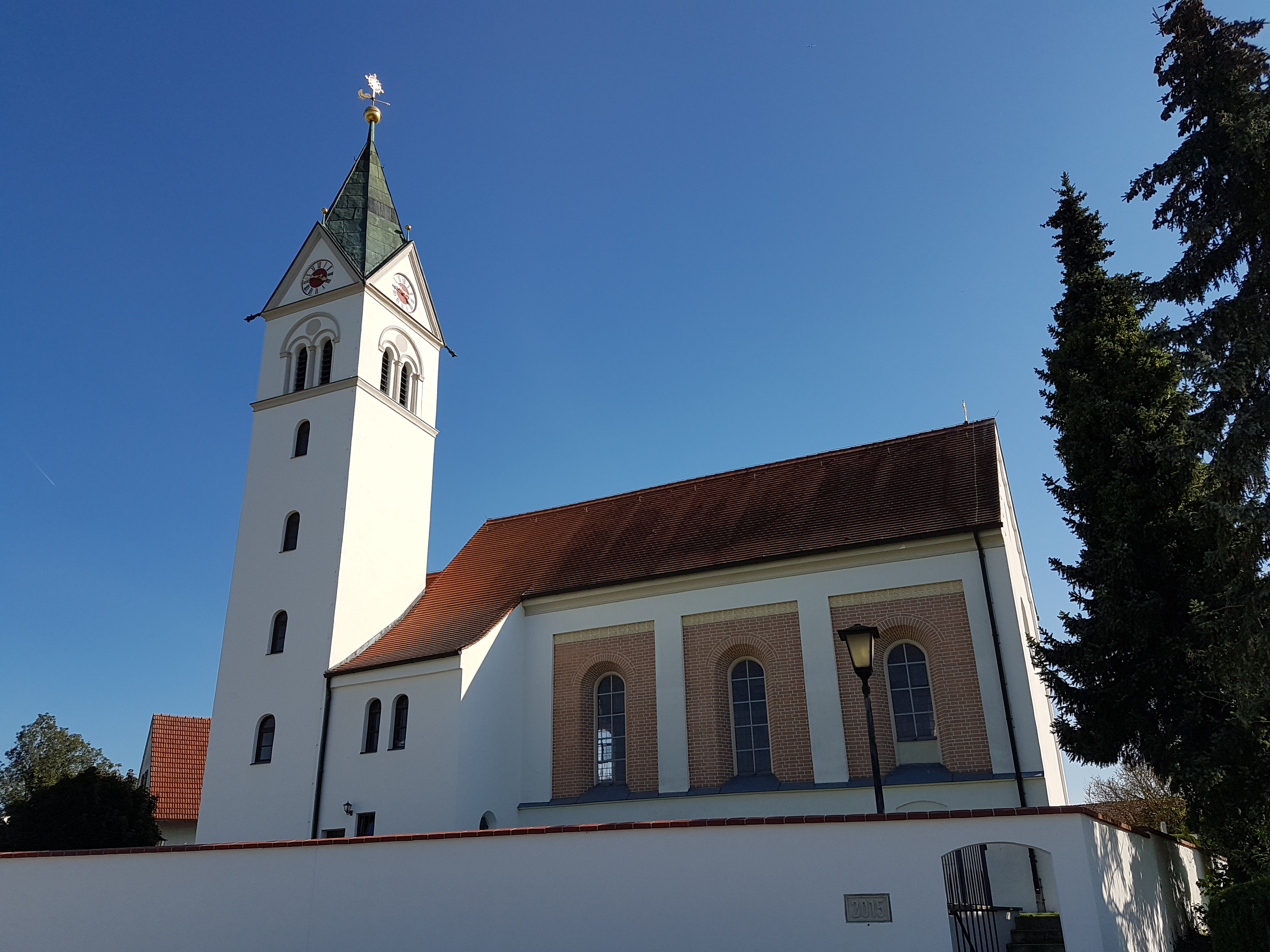
St. Benedikt in Ebertshausen

## Baudenkmäler
Das Bayerische Landesamt für Denkmalpflege listet folgende Baudenkmäler auf:
- Katholische Pfarrkirche St. Benedikt
- Ehemaliges Pfarrhaus